# Fernando Morena
Fernando Morena, né le 2 février 1952 à Montevideo, est un footballeur international uruguayen.
Surnommé Nando, cet attaquant détient le record du nombre de buts inscrits en championnat d'Uruguay, avec 230 réalisations en 244 rencontres. Il aurait inscrit au total 334 buts en près de vingt ans de carrière professionnelle.

## Statistiques

### En sélection nationale
| Saison                | Sélection             | Phases finales        | Phases finales | Phases finales | Éliminatoires CDM | Éliminatoires CDM | Matchs amicaux | Matchs amicaux | Total | Total |
| Saison                | Sélection             | Compétition           | M              | B              | M                 | B                 | M              | B              | M     | B     |
| --------------------- | --------------------- | --------------------- | -------------- | -------------- | ----------------- | ----------------- | -------------- | -------------- | ----- | ----- |
| 1971                  | Uruguay               | -                     | -              | -              | -                 | -                 | 1              | 1              | 1     | 1     |
| 1972                  | Uruguay               | -                     | -              | -              | -                 | -                 | 5              | 0              | 5     | 0     |
| 1973                  | Uruguay               | -                     | -              | -              | 4                 | 3                 | 7              | 5              | 11    | 8     |
| 1974                  | Uruguay               | Coupe du monde 1974   | 3              | 0              | -                 | -                 | 4              | 4              | 7     | 4     |
| 1975                  | Uruguay               | Copa América 1975     | 2              | 1              | -                 | -                 | 3              | 2              | 5     | 3     |
| 1976                  | Uruguay               | -                     | -              | -              | -                 | -                 | 10             | 0              | 10    | 0     |
| 1977                  | Uruguay               | -                     | -              | -              | 2                 | 0                 | 4              | 2              | 6     | 2     |
| 1978                  | Uruguay               | -                     | -              | -              | -                 | -                 | 3              | 1              | 3     | 1     |
| 1983                  | Uruguay               | Copa América 1983     | 2              | 2              | -                 | -                 | 3              | 1              | 5     | 3     |
| Total sur la carrière | Total sur la carrière | Total sur la carrière | 7              | 3              | 6                 | 3                 | 40             | 16             | 53    | 22    |